# Otto Gebühr
Otto Gebühr (Kettwig, 29 maggio 1877 – Wiesbaden, 14 marzo 1954) è stato un attore e regista teatrale tedesco.
Tra il 1920 e il 1942 impersonò Federico II di Prussia in una dozzina di film.

## Biografia
Otto Gebühr era figlio di Fanny Mathilde Moll e del commerciante Otto Gebühr. Cresciuto nel quartiere di Hülsenbusch a Gummersbach, dopo la morte del padre visse e studiò a Colonia. Diventò apprendista da M. Michels & Co., un grossista di lana. Dal 1896, corrispondente a Berlino della ditta Hergersberg & Co, iniziò a studiare recitazione. Dopo aver fatto la gavetta, ottenne una scrittura al teatro di Görlitz. Dal 1898 al 1908, lavorò al Regio Hoftheater di Dresda e, quindi, al Lessing di Berlino.
Durante la prima guerra mondiale, si arruolò come volontario. Dal 1917 al 1919, lavorò al Deutsches Theater di Berlino diretto da Max Reinhardt. Nello stesso periodo, Gebühr fece il suo debutto cinematografico, spinto a intraprendere la carriera cinematografica da uno dei suoi colleghi, l'attore Paul Wegener.
Dopo la guerra, la Germania ridotta in ginocchio, si rivolse al mito nazionalistico del re di Prussia, Federico il Grande. Dal 1920 fino agli anni della seconda guerra mondiale, il cinema tedesco mise in cantiere una dozzina di film che avevano come protagonista Federico, inneggianti alla grandezza della Germania e che, nel paese tedesco, sono conosciuti come Fridericus-Rex-Filme. Per impersonare il re, venne scelto proprio Gebühr, data la sua notevole somiglianza con il re prussiano.
Nel 1938, venne insignito del titolo di "attore di stato". Dopo la guerra, nel 1947, Gebühr tornò a recitare in teatro, continuando a lavorare per il cinema. Appare, in un piccolo ruolo, in Die blonde Frau des Maharadscha, distribuito nel 1962, ben otto anni dopo la sua morte. La pellicola era stata montata usando due film precedenti di Veit Harlan, Sterne über Colombo e Die Gefangene des Maharadscha, girati ambedue nei primi anni cinquanta.

## Vita privata
Nel 1910, si sposò con Cornelia Bertha Julius, da cui ebbe una figlia, Hilde Gebühr (1910-1945) che diventò pure lei attrice. La sua seconda moglie fu l'attrice Doris Krüger. Anche da questo matrimonio nacque un figlio, lo studioso Michael Gebühr.
Otto Gebühr morì di infarto il 13 marzo 1954 prima di aver completato le riprese di Rosen-Resli, diretto da Harald Reinl.

## Filmografia
- Der Richter (1917)
- Veilchen Nr. 4, regia di Conrad Wiene e Robert Wiene (1917)
- Verrat und Sühne, regia di Max Mack (1919)
- Der Flimmerprinz, regia di Max Mack (1919)
- Sündiges Blut, regia di Max Mack (1919)
- Schiffe und Menschen, regia di Carl Boese (1920)
- Das Wüstengrab, regia di Karl Heiland (1920)
- La danzatrice Barberina, regia di Carl Boese (1920)
- Das Mädchen aus der Ackerstraße - 1. Teil, regia di Reinhold Schünzel (1920)
- Der Menschheit Anwalt, regia di Otto Rippert (1920)
- Drei Nächte, regia di Carl Boese (1920)
- Sera... notte... mattino (Abend - Nacht - Morgen), regia di Friedrich Wilhelm Murnau (1920)
- Whitechapel, regia di Ewald André Dupont (1920)
- Il Golem - Come venne al mondo (Der Golem, wie er in die Welt kam), regia di Carl Boese e Paul Wegener
- Das Floss der Toten, regia di Carl Boese (1921)
- Das Mädchen aus der Ackerstraße - 3. Teil, regia di Martin Hartwig (1921)
- Aus dem Schwarzbuch eines Polizeikommissars, 1. Teil - Loge Nr. 11, regia di Edmund Edel, Artúr Somlay e Arzén von Cserépy (1921)
- Die Furcht vor dem Weibe, regia di Hanna Henning (1921)
- Der Schrecken der roten Mühle, regia di Carl Boese (1921)
- Der Schatz der Azteken, regia di Karl Heiland (1921)
- Der Schatten der Gaby Leed, regia di Carl Boese (1921)
- Der Gang durch die Hölle, regia di Carl Boese (1921)
- Fridericus Rex - 1. Teil: Sturm und Drang, regia di Arzén von Cserépy (1922)
- Fridericus Rex - 2. Teil: Vater und Sohn, regia di Arzén von Cserépy (1922)
- Sterbende Völker - 1. Heimat in Not, regia di Robert Reinert (1922)
- Sterbende Völker - 2. Brennendes Meer, regia di Robert Reinert (1922)
- Fridericus Rex - 3. Teil: Sanssouci, regia di Arzén von Cserépy (1923)
- Fridericus Rex - 4. Teil: Schicksalswende, regia di Arzén von Cserépy (1923)
- Der Geldteufel, regia di Heinz Goldberg (1923)
- Wilhelm Tell, regia di Rudolf Dworsky e Rudolf Walther-Fein (1923)
- Das brennende Geheimnis, regia di Rochus Gliese (1923)
- Gobseck, regia di Preben J. Rist (1924)
- Neuland, regia di Hans Behrendt (1924)
- Ich hatt' einen Kameraden, regia di Hans Behrendt (1924)
- Die Perücke, regia di Berthold Viertel (1925)
- Leidenschaft. Die Liebschaften der Hella von Gilsa, regia di Richard Eichberg (1925)
- ...und es lockt ein Ruf aus sündiger Welt, regia di Carl Boese (1925)
- Die eiserne Braut, regia di Carl Boese (1925)
- Die Gesunkenen, regia di Rudolf Walther-Fein e Rudolf Dworsky (1926)
- Die Mühle von Sanssouci, regia di Siegfried Philippi e Frederic Zelnik (1926)
- In Treue stark, regia di Heinrich Brandt (1926)
- Die Sporck'schen Jäger, regia di Holger-Madsen (1927)
- Die heilige Lüge, regia di Holger-Madsen (1927)
- Der alte Fritz - 1. Friede, regia di Gerhard Lamprecht (1928)
- Der alte Fritz - 2. Ausklang, regia di Gerhard Lamprecht (1928)
- Waterloo, regia di Karl Grune (1929)
- Die keusche Kokette, regia di Franz Seitz (1929)
- Le Roi des aulnes, regia di Marie-Louise Iribe (1930)
- Scapa Flow, regia di Léo Lasko (1930)
- Der Detektiv des Kaisers, regia di Carl Boese (1930)
- Alle soglie dell'impero (Das Flötenkonzert von Sans-souci), regia di Gustav Ucicky (1930)
- Der Erlkönig, regia di Peter Paul Brauer e Marie-Louise Iribe (1931)
- Agli ordini di Sua Maestà, regia di Frederic Zelnik (1932)
- Der Choral von Leuthen, regia di Carl Froelich e Arzén von Cserépy (1933)
- Heiteres und Ernstes um den großen König, regia di Phil Jutzi (1936)
- Fridericus, regia di Johannes Meyer (1937)
- Das schöne Fräulein Schragg, regia di Hans Deppe (1937)
- Nanon, regia di Herbert Maisch (1938)
- Tredici donne a Riva Paradiso (Frauen für Golden Hill), regia di Erich Waschneck (1938)
- Menzogna (Die barmherzige Lüge), regia di Werner Klingler (1939)
- La contessa e il guardiacaccia (Leidenschaft), regia di Walter Janssen (1940)
- Casanova heiratet, regia di Viktor de Kowa (1940)
- Bismarck, il cancelliere di ferro, regia di Wolfgang Liebeneiner (1940)
- Kopf hoch, Johannes!, regia di Viktor de Kowa (1941)
- Non mi sposa più (Viel Lärm um Nixi), regia di Erich Engel (1942)
- Il grande re (Der grosse König), regia di Veit Harlan (1942)
- Nacht ohne Abschied, regia di Erich Waschneck (1943)
- Wenn der junge Wein blüht, regia di Fritz Kirchhoff (1943)
- Fritze Bollmann wollte angeln, regia di Volker von Collande (1943)
- Il perduto amore (Immensee - Ein deutsches Volkslied), regia di Veit Harlan (1943)
- Die goldene Spinne, regia di Erich Engels (1943)
- Der Erbförster, regia di Alois Johannes Lippl (1945)
- ...und über uns der Himmel, regia di Josef von Báky (1947)
- Abgrund, regia di Herbert B. Fredersdorf (1948)
- Anonyme Briefe, regia di Arthur Maria Rabenalt (1949)
- Mio figlio il forzato (Der Bagnosträfling), regia di Gustav Fröhlich (1949)
- Die Lüge, regia di Gustav Fröhlich (1950)
- Melodie des Schicksals, regia di Hans Schweikart (1950)
- Drei Mädchen spinnen, regia di Gustav Fröhlich (1950)
- La dinastia indomabile (Unsterbliche Geliebte), regia di Veit Harlan (1951)
- Das ewige Spiel, regia di Frantisek Cáp (1951)
- Malata d'amore (Dr. Holl), regia di Rolf Hansen (1951)
- Stips o Pauker Stips und die verliebte Mädchenklasse, regia di Carl Froelich (1951)
- Sensation in San Remo, regia di Georg Jacoby (1951)
- Sfida alla morte (Torreani), regia di Gustav Fröhlich (1951)
- Wenn die Abendglocken läuten, regia di Alfred Braun (1951)
- Tausend rote Rosen blüh'n, regia di Alfred Braun (1952)
- Mein Herz darfst du nicht fragen, regia di Paul Martin (1952)
- I lupi mannari (The Devil Makes Three), regia di Andrew Marton (1952)
- Fritz und Friederike, regia di Géza von Bolváry (1952)
- Oh, du lieber Fridolin, regia di Peter Hamel (1952)
- Wenn abends die Heide träumt, regia di Paul Martin (1952)
- Tobias Knopp, Abenteuer eines Junggesellen, regia di Wolfgang Liebeneiner (1953)
- Hab Sonne im Herzen, regia di Erich Waschneck (1953)
- Die blaue Stunde, regia di Veit Harlan (1953)
- Rote Rosen, rote Lippen, roter Wein, regia di Paul Martin (1953)
- Sterne über Colombo, regia di Veit Harlan (1953)
- Straßenserenade, regia di Werner Jacobs (1953)
- Vati macht Dummheiten, regia di Johannes Häussler (1953)
- Meines Vaters Pferde, 1. Teil: Lena und Nicoline, regia di Gerhard Lamprecht (1954)
- Meines Vaters Pferde, 2. Teil: Seine dritte Frau, regia di Gerhard Lamprecht (1954)
- La prigioniera del maharajah (Die Gefangene des Maharadscha), regia di Veit Harlan (1954)
- Der Mann meines Lebens, regia di Erich Engel (1954)
- Rosen-Resli, regia di Harald Reinl (1954)
- Sanerbruch: questa era la mia vita (Sauerbruch - Das war mein Leben), regia di Rolf Hansen (1954)
- Die blonde Frau des Maharadscha, regia di Veit Harlan (1962)

## Produttore
- Neuland, regia di Hans Behrendt (1924)